# ロマノス4世ディオゲネス
ロマノス4世ディオゲネス（ギリシア語：Ρωμανός Δ' Διογένης Rōmanos IV Diogenēs、1030年 - 1072年）は、東ローマ帝国ドゥーカス王朝の第3代皇帝（在位：1068年 - 1071年）。

## 生涯
1030年、カッパドキア地方で名門軍事貴族の子として生まれる。父親コンスタンティノス・ディオゲネスは軍人で、母親アルギュロサはロマノス3世の弟バシレイオス・アルギュロスの娘であった（ロマノス3世は母方の大伯父にあたる）。父コンスタンティノスは名将としてバシレイオス2世とともにブルガリア征服で活躍し、コンスタンティノス8世期を経てバルカン方面で戦線軍を指揮する最高位職まで昇進した。しかし、コンスタンティノスはロマノス3世に対して反乱を起こしたことで逮捕されてしまう。1032年、修道院に送られたコンスタンティノスは調査を受けている間に投身自殺し、そのため当時まだ幼かったロマノスは父親に触れないまま育った。
即位前はカッパドキアで将軍を務めていた。1067年のコンスタンティノス10世ドゥーカスの死後、皇后のエウドキア・マクレンボリティサが女帝として即位したが、国民や貴族層はセルジューク朝の侵攻もあり、強力な軍事政権の成立を望んでいた。このため1068年、エウドキアはロマノスと再婚し、彼を皇帝として新たに即位させた。これがロマノス4世である。
即位後は北方から侵攻してきたペチェネグやロシア人、ノルマン人と和睦して彼らを傭兵として取り込み、軍備を増強したうえでセルジューク朝と会戦し、ある程度の戦果を得た。
1071年には自ら6万の兵を率いて親征した。兵力の少ないセルジューク朝は和議を望んでいたが、ロマノスはこれを拒否してマンズィケルト（マラズギルト）にてセルジューク軍と戦った。しかし帝国軍は数こそ多かったものの傭兵の寄せ集めで練度が低く、味方の裏切りもあって大敗を喫し、ロマノス自身も捕虜となってしまいアルプ・アスラーンのもとに送られた。ローマ皇帝が捕虜となったのは、3世紀のウァレリアヌス以来のことであった。この敗戦で小アジアはトルコ人に占領された。
一方、妻のエウドキアは夫が敗戦して捕虜となったことを知ると、夫を廃して前夫との間に生まれていた息子ミカエル7世ドゥーカスを新たに皇帝として即位させた。同年のうちにセルジューク朝から釈放されたロマノスは、ミカエル7世の皇位継承を認めず抵抗したが、捕らえられて盲目にされたうえで追放された。そして1072年、失意のうちにコンスタンティノープル近郊のプロティ島で死去した。